# Zucca di Rocchetta
La zucca di Rocchetta è il prodotto tipico di Cengio, (dal 2014 è prodotto De.Co.) specialmente della frazione Rocchetta, "Borgo della Zucca".
La zucca di Rocchetta è caratterizzata da buccia color arancio, medie dimensioni, polpa densa dal sapore tendente al dolce ma non marcato. Si semina intorno alla metà di maggio e si raccoglie quando la pianta è ormai seccata (dopo circa 180 giorni) e il frutto normalmente pesa fra i 10 e i 30 chili. Ma in rapporto alle condizioni meteo climatiche crescono frutti fino a raggiungere i 50 kg e viceversa possono fermarsi sotto ai 10 kg.
Si tratta di un prodotto stagionale tipico dell'autunno, la cui raccolta inizia a partire da metà ottobre.

## Storia
Si ritiene che la zucca sia giunta dalla Francia nel primo dopoguerra, sia per la presenza di un forte flusso migratorio della popolazione locale che in inverno stentava a trovare lavoro che per la similitudine con le zucche Rouge Vif d'Estampes (coltivate attualmente solo negli Stati Uniti d'America).
Progressivamente abbandonata dopo gli anni settanta, finché alla fine degli anni novanta era coltivata da due sole famiglie, è stata oggetto nel 2005-2006 di un progetto di salvaguardia da parte della condotta locale di Slowfood in quanto a rischio di estinzione. Nel 2007 è stata fondata l'Associazione Produttori e Trasformatori "La zucca di Rocchetta
Questo prodotto locale è ormai celebre in tutta la Val Bormida, grazie anche alle manifestazioni annuali (Zuccainpiazza) che si svolgono a Rocchetta.

## Uso in cucina
Per il suo sapore neutro la zucca di rocchetta viene comunemente impiegata per torte salate, creme vellutate, ripieni e marmellate. Le marmellate, spesso con aggiunta di cacao, erano poi utilizzate per confezionare crostate e rappresentavano il modo più pratico per utilizzare il prodotto entro una settimana dall'apertura, viste le dimensioni ingenti.
L'utilizzo migliore è per la preparazione di risotti con la polpa di zucca cotta al forno.
Nel 2013 si è sviluppata una inedita linea di trasformazione consistente nell'essiccamento- il frutto pulito dalla buccia e dalla parte interna molle, viene tagliato determinando fette di varie dimensioni ma con spessore non superiore a 7/8 millimetri, messo in essiccatore a 37° per circa 15 ore si ottiene un prodotto utilizzabile per molti piatti (previa messa a bagno come per i funghi secchi) in particolare per risotti e minestre.(da 1 kg di zucca tal quale si ottiene 30 g di prodotto essiccato) le confezioni di 30 gr sono indicate per risotti per 4/5 persone.
Sempre nel 2013 viene sperimenta la canditura e glassatura (antico procedimento artigianale) per alta pasticceria in particolare per praline ricoperte di fondente.
Nel 2023 la zucca di rocchetta in quanto unica cucurbita dotata di carta di identità  è stata ritenuta "eccellenza gastronomica" e ha vinto il premio Piccolo Comune Amico organizzato dalla Codacom 